# Reyer Venezia 1982-1983
Questa voce raccoglie le informazioni riguardanti la Reyer Venezia nelle competizioni ufficiali della stagione 1982-1983.

## Stagione
La Reyer con sponsor Carrera disputa il campionato di Serie A1 di pallacanestro maschile 1982-1983 terminando al 13º posto (su 16 squadre), trovandosi così a dover retrocedere in Serie A2.

## Roster
- Stefano Gorghetto
- Fabio Morandin
- Luca Silvestrin
- John Lambert
- Brian Jackson
- Aldo Seebold
- Fabio Marzinotto
- Massimo Valentinuzzi
- Leon Douglas
- Piero Ceron
- Giovanni Grattoni
- Marco Palumbo
- Andrea Gracis
- Andrea Gianolla[1]
- Allenatore: Aka Nikolic[2]
- Vice allenatore: